# Txigrina
Txigrina - Чигрина (rus) - és un khútor del krai de Krasnodar, a Rússia. Es troba al delta del riu Kuban, a la vora dreta del riu Protoka, davant de Slàviansk-na-Kubani. És a 15 km al sud de Poltàvskaia i a 70 km al nord-oest de Krasnodar.
Pertany al khútor de Trudobelikovski.